# Rákospalotai EAC
Rákospalotai Egyetértés Atlétikai Club, zkráceně REAC je maďarský fotbalový klub sídlící na severovýchodním budapešťském předměstí Rákospalota (XV. obvod). Domácím hřištěm je Budai II. László Stadion, klubové barvy jsou modrá a žlutá. 
Klub byl založen v roce 1912. V období komunistického režimu nesl název Volán FC a patřil státní autobusové dopravě. Odehrál šest sezón v nejvyšší soutěži, nejlepším výsledkem bylo 11. místo v roce 1980, kdy zde působil bývalý reprezentant Ferenc Bene. V roce 1991 klub zbankrotoval a sloučil se s dalším místním týmem Rákosmenti TK do obnoveného REAC, který musel začít v lokálních soutěžích. V Nemzeti bajnokság I odehrál čtyři sezóny: 2005/06 byl čtrnáctý, 2006/07 opět čtrnáctý, 2007/08 dvanáctý a v sezóně 2008/09 skončil na posledním šestnáctém místě a sestoupil. 
V roce 2012 přišel úplatkářský skandál, který vedl k sebevraždě ředitele klubu Róberta Kutasiho. Na konci sezóny REAC sestoupil do třetí nejvyšší soutěže a v roce 2017 následoval další sestup do budapešťského městského přeboru (čtvrtá ligová úroveň).